# فيتوريا (صقلية)

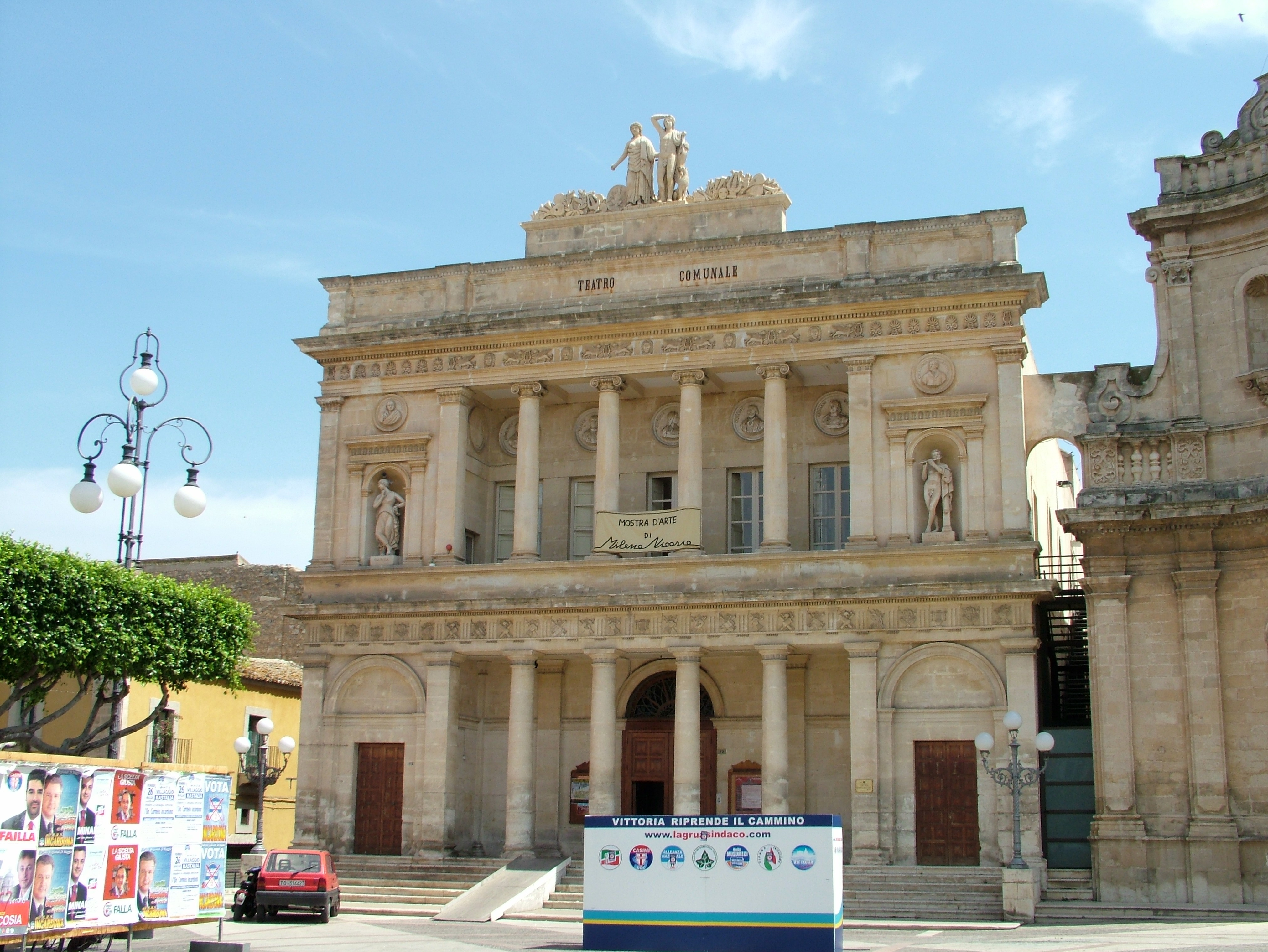
المسرح البلدي

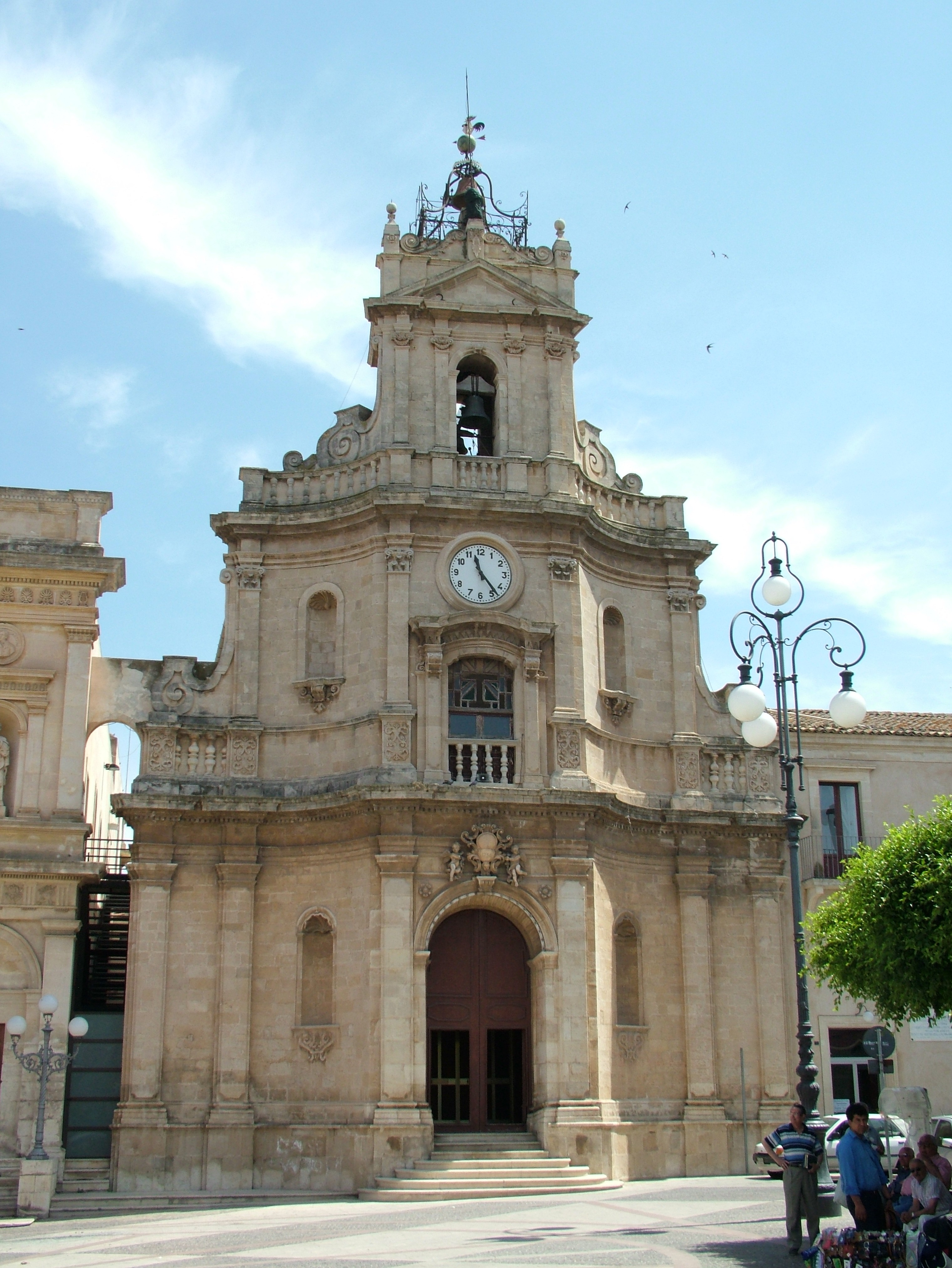
كنيسة

فيتوريا (بالإيطالية: Vittoria)‏، مدينة إيطالية في جنوب شرق جزيرة صقلية ضمن مقاطعة راغوزا، 25 كم غرب مدينة راغوزا على جبال إبلا، يمين نهر إبارا. يقوم اقتصاد على صناعة الخمور والزراعات المحمية، عدد سكانها حوالي 60.000 نسمة.

## السكان
في سنة 1861 بلغ عدد السكان 15٬882 نسمة، وتطور العدد ليصل في سنة 2011 لـ 61٬006 نسمة.
يظهر هذا المخطط البياني تطور النمو السكاني لـ فيتوريا (صقلية)

## التاريخ
أسست في 24 أبريل نيسان 1607 م من قبل الكونتيسا فيتوريا كولونا هنريكس كابريرا : بعد موت زوجها لويس الثالث أدميرال قشتالة ودوق ميدينا دي ريوسيكا وكونت موديكا، كانت كونتيسا تواجه صعوبات اقتصادية فادحة من جراء نفقات تمثيلهم المسرف الذي قدمه لويس الثالث في أثناء حفل زفاف الملك فيليب الثالث ملك إسبانيا والدوقة مارغيريتا في عام 1599. قررت فيتوريا كولونا أن تطلب من ملك إسبانيا بأن يمنحها حق امتياز ملكي لتأسيس مستوطنة جديدة، والذي من شأنه يحل مشكلة ميراث العائلي الثقيل. وحقق الملك الطلب، ومنح الامتياز الملكي في 31 ديسمبر 1606 بمدريد، ونظمت عملية لإعادة بناء مدينة كامارينا القديمة، وسميت فيتوريا كريما لمؤسستها، كانت جزءا منذ تأسيسها من كونتية موديكا الإقطاعية حتى إلغاءها عام 1812.
1. ↑  "Superficie di Comuni Province e Regioni italiane al 9 ottobre 2011" (بالإيطالية). Istituto nazionale di statistica. Retrieved 2019-03-16.
2. ↑   https://demo.istat.it/?l=it. {{استشهاد ويب}}: |url= بحاجة لعنوان (مساعدة) والوسيط |title= غير موجود أو فارغ (من ويكي بيانات) (مساعدة)
3. ↑  GeoNames (بالإنجليزية), 2005, QID:Q830106
4. ↑  بيانات من موقع ISTAT - Istituto nazionale di statistica (ISTAT);  اطلع عليه بتاريخ 28-12-2012. نسخة محفوظة 7 فبراير 2020 على موقع واي باك مشين.